# Del códice al mural
Del códice al mural es un conjunto muralístico de Guillermo Ceniceros, realizado en acrílico / fibra de vidrio, tiene una superficie de 600 m² y se encuentra en la estación: Tacubaya del Metro de la Ciudad del México. Fue inaugurado el 2 de mayo de 1987.

## Descripción
La obra narra la peregrinación del pueblo mexica de Aztlán a su llegada Tenochtitlán. Se titula así porque “mucha de la información de esta obra la obtuve del códice Ramírez y el códice Boturini” mencionó el artista.
Se usó la técnica de acrílico sobre cama de fibra de vidrio. Esta técnica se utilizó para hacer fácil la restauración: “las partes que estén en mal estado pueden ser retiradas, pues son como capas; es una especie de aplanado, acrílico, fibra de vidrio y pigmentos que tienen encima color”.
El conjunto muralístico cuenta con los siguientes elementos: 
- Fundación de la gran Tenochtitlan, con el águila posada en el nopal, la cual sostiene en su pico el símbolo de Atl-tlachinolli
- Tlatoanis bajo el dominio de los Tepanecas de Azcapotzalco: Acamapichtli, Huitzilihuitl y Chimalpopoca
- Tlatoanis a partir de la liberación de Azcapotzalco: Itzcoatl, Moctezuma Ilhuicamina, Axayacatl, Tizoc, Ahuizotl, Moctezuma Xocoyotzin y Cuitlahuac

- Tlacaelel, con un águila de teponaxtli de Malinalco, Ceniceros evoca al estadista mexica Tlacaelel
- La Triple Alianza que se llevó a cabo para que los mexicas se liberaran de los tecpanecas de Azcapotzalco: Itzcoatl, Nezahualcóyotl, Totoquiatzin y Cuauhtémoc
- Huitzilopochtli, evocado en un disco solar.
- Coatlicue
- Coyolxauhqui
- Deidades del panteón mexica: Tezcatlipoca, Quetzalcóatl y Mictlantecuhtli.